# Piotr Khan
Piotr Khan (wiet. Phêrô Khan) (ur. ok. 1780 r. w Hòa Huệ, prowincja Nghệ An w Wietnamie – zm. 12 lipca 1842 r. w Hà Tĩnh w Wietnamie) – ksiądz, męczennik, święty Kościoła katolickiego.
Piotr Khan urodził się we wsi Nguyên Kiệt w prowincji Nghệ An. W młodości rodzice umieścili go na probostwie, żeby uczył się na katechistę. W wieku 25 lat rozpoczął naukę łaciny. W 1819 r. przyjął święcenia kapłańskie. Pracował w wielu miejscach. W końcu stycznia 1841 r. został aresztowany. Ścięto go 12 lipca 1842 r. w Hà Tĩnh.
Dzień wspomnienia: 24 listopada w grupie 117 męczenników wietnamskich.
Beatyfikowany 2 maja 1909 r. przez Piusa X. Kanonizowany przez Jana Pawła II 19 czerwca 1988 r. w grupie 117 męczenników wietnamskich.